# Schemtschuschny (Chakassien)
Schemtschuschny (russisch Жемчужный) ist eine Siedlung städtischen Typs in der Republik Chakassien (Russland) mit 811 Einwohnern (Stand 14. Oktober 2010).

## Geografie
Die Siedlung liegt etwa 120 km Luftlinie nordwestlich der Republikhauptstadt Abakan in der Steppenlandschaft am Westufer des abflusslosen Salzsees Schira. Drei Kilometer westlich des Ortes liegt der ebenfalls abflusslose, jedoch Süßwasser führende Itkulsee, der auch der Trinkwasserversorgung von Schemtschuschny dient.
Schemtschuschny gehört zum Rajon Schira und ist von dessen Verwaltungszentrum Schira etwa 12 km in östlicher Richtung entfernt. Unmittelbar südwestlich schließt sich an die Siedlung das Dorf Kolodesny an.

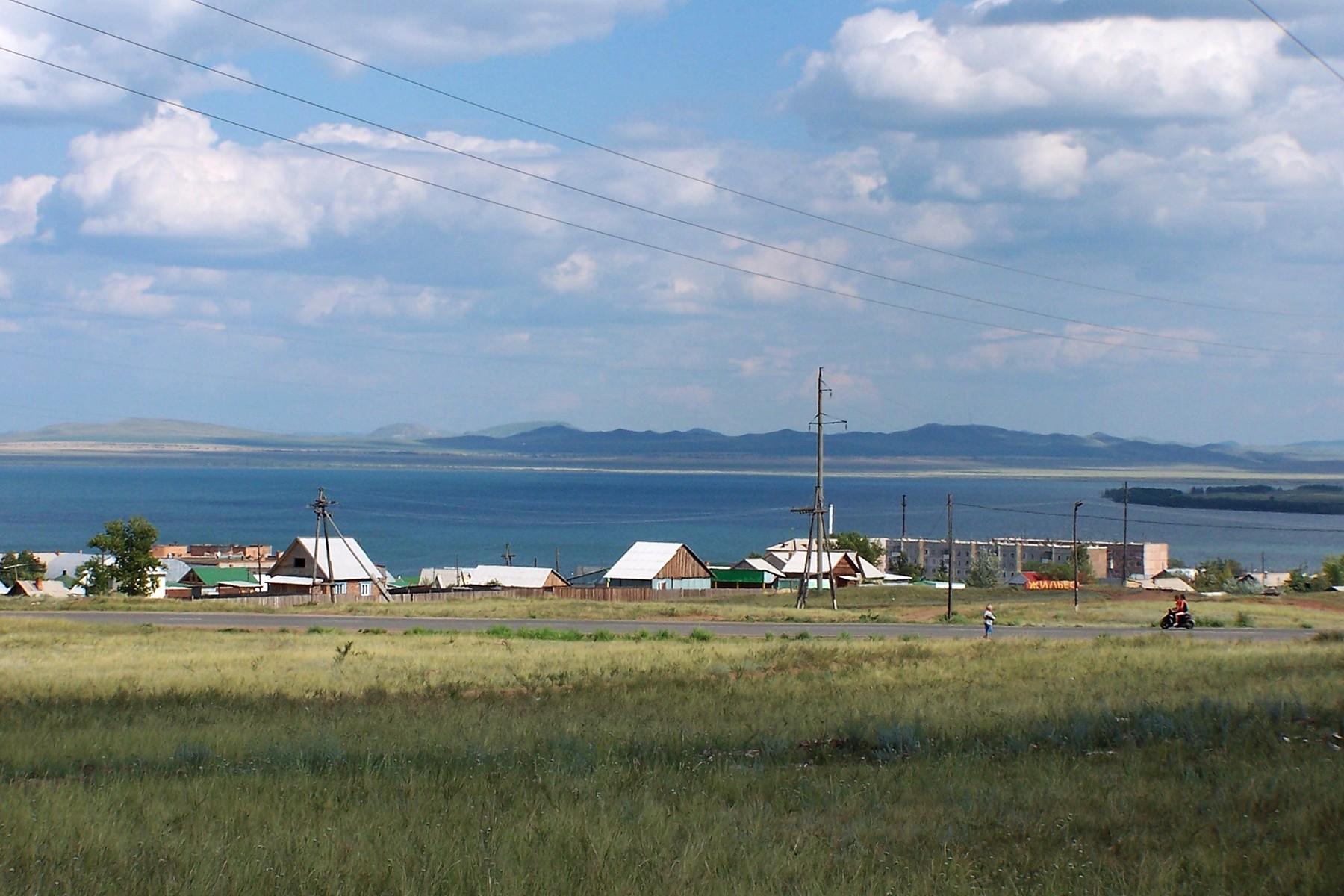
Schemtschuschny mit dem Schirasee
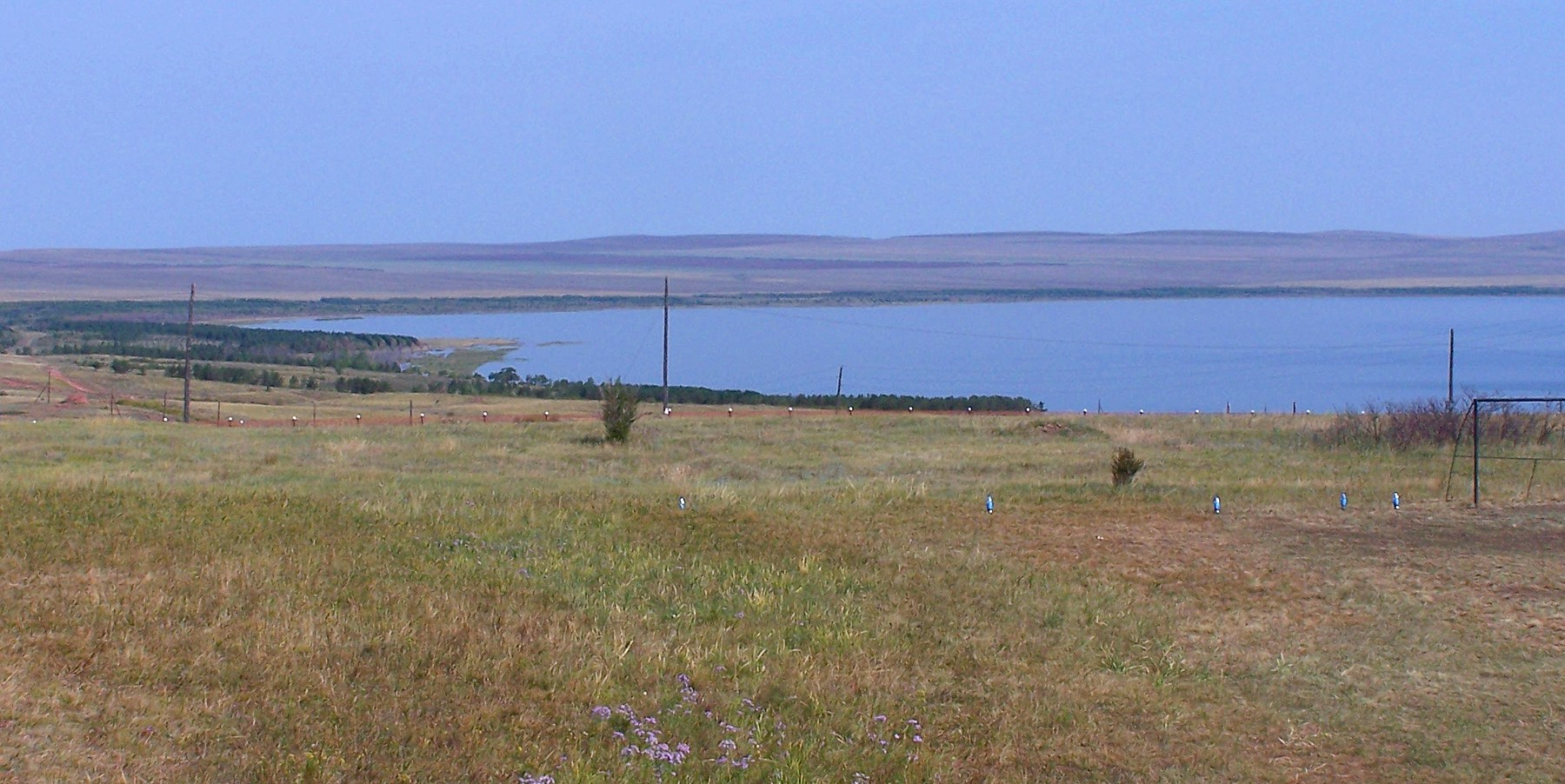
Westufer des Schirasees bei Schemtschuschny

## Geschichte
Der Ort wurde 1897 als Badeort gegründet. Insbesondere den 1970er-Jahren wurde er zu einem Erholungsort regionaler Bedeutung („Kurort Schira“) ausgebaut und erhielt 1976 den Status einer Siedlung städtischen Typs. Der Name ist von den russischen Wörtern schemtschug (жемчуг) oder schemtschuschina (жемчужина) für ‚Perle‘ abgeleitet.

### Bevölkerungsentwicklung
| Jahr | Einwohner |
| ---- | --------- |
| 1979 | 1943      |
| 1989 | 2348      |
| 2002 | 814       |
| 2010 | 811       |

Anmerkung: Volkszählungsdaten

## Sehenswürdigkeiten
Auf Grund seiner Lage am Schirasee und in der Nähe weiterer Seen ist Schemtschuschny ein Erholungs- sowie Klima- und balneologischer Kurort regionaler Bedeutung mit mehreren Sanatorien. Schira- und Itkulsee sind Teile des Chakasischen Sapowedniks, eines 1999 auf Grundlage bereits zuvor existierender geschützter Gebiete eingerichteten, insgesamt fast 270.000 Hektar großen Naturschutzgebietes.

## Infrastruktur
Durch Schemtschuschny führt die Straße, die die näher zum Jenissei verlaufende Fernstraße M54 Krasnojarsk – Abakan – Kysyl – mongolische Grenze mit dem Rajonzentrum Schira verbindet. In Schira befindet sich an der Eisenbahnstrecke Atschinsk – Abakan auch der nächstgelegene Bahnhof.